# 日栄綜合技術専門学校
日栄綜合技術専門学校（にちえいそうごうぎじゅつせんもんがっこう）は、かつて北海道白糠郡音別町（現在の釧路市音別町）にあった専修学校。学校法人日栄学園が経営。

## 概要
設置学科は介護福祉科（40名）と自動車整備科（40名）の2学科。1990年（平成2年）4月に開学。2005年（平成17年）4月より、学校法人緑ケ岡学園の釧路情報ビジネス専門学校と統合して釧路福祉・情報専門学校となる。

## 歴史
東日本学園大学音別校舎（教養部）として利用されていた校舎を再利用して開学した。
1974年（昭和49年）に開学した東日本学園大学音別校舎は、広大な湿地帯と海に囲まれた場所に位置し、学生が生活するには不便な場所であった。
『音別町史　下巻』に拠ると、1984年（昭和59年）7月にキャンパス閉鎖の噂が流れ、1984年（昭和59年）12月に東日本学園大学側から申し入れがあり、1985年（昭和60年）8月、大学教養部は石狩郡当別町へ移転。一部の校舎は解体したものの、当時の音別町が空家となった音別校舎の有効的な利用方法を模索していたところ、専修学校を設置することになった。
1990年（平成2年）に開学した。自動車整備科は釧路市内の自動車販売会社のバックアップを受けていたものの、開学当初より大幅な定員割れであった。それが影響し経営を圧迫、1995年頃に自動車整備科は閉科となった。
2004年（平成16年）に学校法人緑ケ岡学園に吸収合併された。その後、元正門はバリケードされ、校舎は廃墟化している。

### 沿革
- 1990年1月　学校法人設立
- 1990年2月　介護福祉士養成施設指定校になる。
- 1990年4月　開校。介護福祉科・自動車整備科設置
- 1990年5月　自動車整備士一種養成施設指定校になる。
- 1995年1月　専門士号付与指定校
- 1995年3月　自動車整備科募集停止
- 2000年3月　社会福祉主事養成機関指定校になる。
- 2003年10月　レクリエーション・インストラクター養成課程認定校になる。
- 2004年4月　学校法人緑ヶ岡学園に合併
- 2004年8月　釧路市緑ヶ岡1丁目10番地42号に移転。
- 2005年4月　釧路情報ビジネス専門学校に編入され、廃校[3]。

## 歴代校長
- 栗津栄一：初代、1990~1992
- 本間健一：2代、1992~1994
- 早川籐一：3代、1994~1997
- 小笠原政一：4代、1997~2002
- 佐々木源範：5代、2002~2003
- 高橋潔：6代、2003~2005[4]

## 寮生活
周囲は大自然に囲まれた場所で、近くにはパシクル湖畔がある。学生は釧路市内から約1時間かけて車での通学者の他、道内外から来る学生は寮生活だった。この寮は音別地域振興公社が管理しており、食事は隣接するレストラン「おんとぴあ」で提供されていた。ここは周辺にある知的障害者授産施設「第二おんべつ学園」が運営しており、障がい者が調理など行っていた。
平成30年現在、旧寮は残っているが、出入り口のガラスは割られ廃墟となっている。

## 資格取得
- 介護福祉科 - 介護福祉士、レクリエーション・インストラクター、社会福祉主事
- 自動車整備科 - 自動車整備士

## 系列校
- 社会福祉法人釧路緑ケ岡学園福祉会
- 釧路短期大学
- 武修館高等学校
- 武修館中学校
- 釧路短期大学附属幼稚園
- 釧路短期大学附属図書館

## 駐
1. ↑  『音別町史　下巻』音別町　2006.3　p946-947
2. ↑  音別町の廃墟はいつまで遺すの
3. ↑  以上につき、『音別町史　下巻』音別町　2006.3　p947
4. ↑  以上につき、『音別町史　下巻』音別町　2006.3　p948